# Propebela rassina
Propebela rassina é uma espécie de gastrópode do gênero Propebela, pertencente a família Mangeliidae.